# 17712 Fatherwilliam
17712 Fatherwilliam este o planetă minoră (asteroid), cu un diametru de 4,419 km, din centura de asteroizi. A fost descoperită pe 19 noiembrie 1997 la Nachi-Katsuura Observatory⁠(d) de Yoshisada Shimizu⁠(d) și a fost numită după Father William⁠(d). 
Obiectul prezintă o orbită caracterizată de o semiaxă mare de 2,2694136 UAi, o excentricitate de 0,09, o înclinație de 4,37911 ° în raport cu ecliptica.